# Onîkiivka, Prîlukî
Onîkiivka (în ucraineană Оникіївка) este un sat în comuna Reașkî din raionul Prîlukî, regiunea Cernihiv, Ucraina.

## Demografie
Componența lingvistică a localității Onîkiivka
     Ucraineană (100%)
Conform recensământului din 2001, toată populația localității Onîkiivka era vorbitoare de ucraineană (100%).